# China Grove (Teksas)
China Grove – miasto w Stanach Zjednoczonych, w stanie Teksas, w hrabstwie Bexar.